# Impatiens gibbisepala
Impatiens gibbisepala är en balsaminväxtart som beskrevs av Joseph Dalton Hooker. Impatiens gibbisepala ingår i släktet balsaminer, och familjen balsaminväxter. Inga underarter finns listade i Catalogue of Life.